# Untersberger Marmor

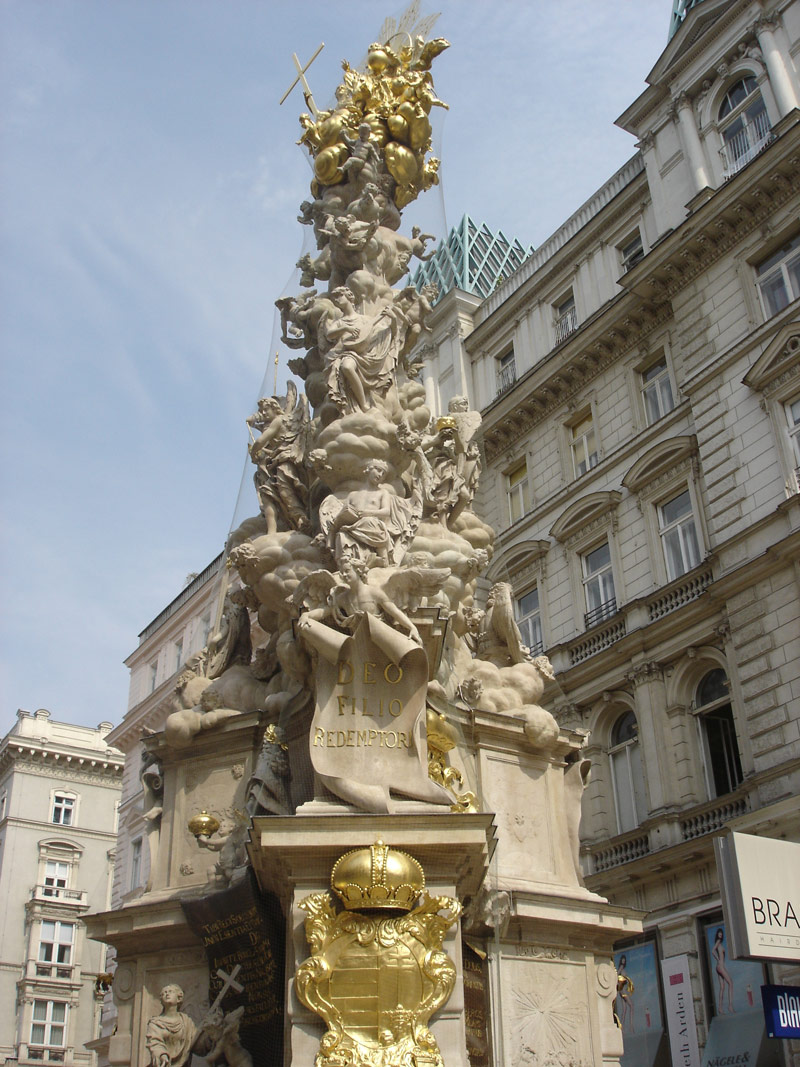
Wiener Pestsäule aus Untersberger Marmor

Der Untersberger Marmor ist ein vielseitig verarbeiteter Kalkstein. Dessen Benennung mit dem Zusatz „Marmor“ verweist auf seine Verwendung als Bildhauer- und Dekorationsgestein, ist historisch geprägt und auch heute vor allem bei Steinmetzen üblich, da dieser Kalkstein wie Marmor verarbeitet und poliert werden kann.
Der Stein wird und wurde am Nordhang des Untersberges in den Nördlichen Kalkalpen bei Fürstenbrunn (Salzburg) gebrochen. Das Marmorwerk stellt eine Ortslage der Gemeinde Grödig dar, aufgelassene Abbaustellen ziehen sich bis nach Großgmain. Das Untersbergmuseum, das den Abbau dokumentiert, liegt nicht im heutigen Steinbruch selbst, sondern unterhalb in Fürstenbrunn.

## Geschichte

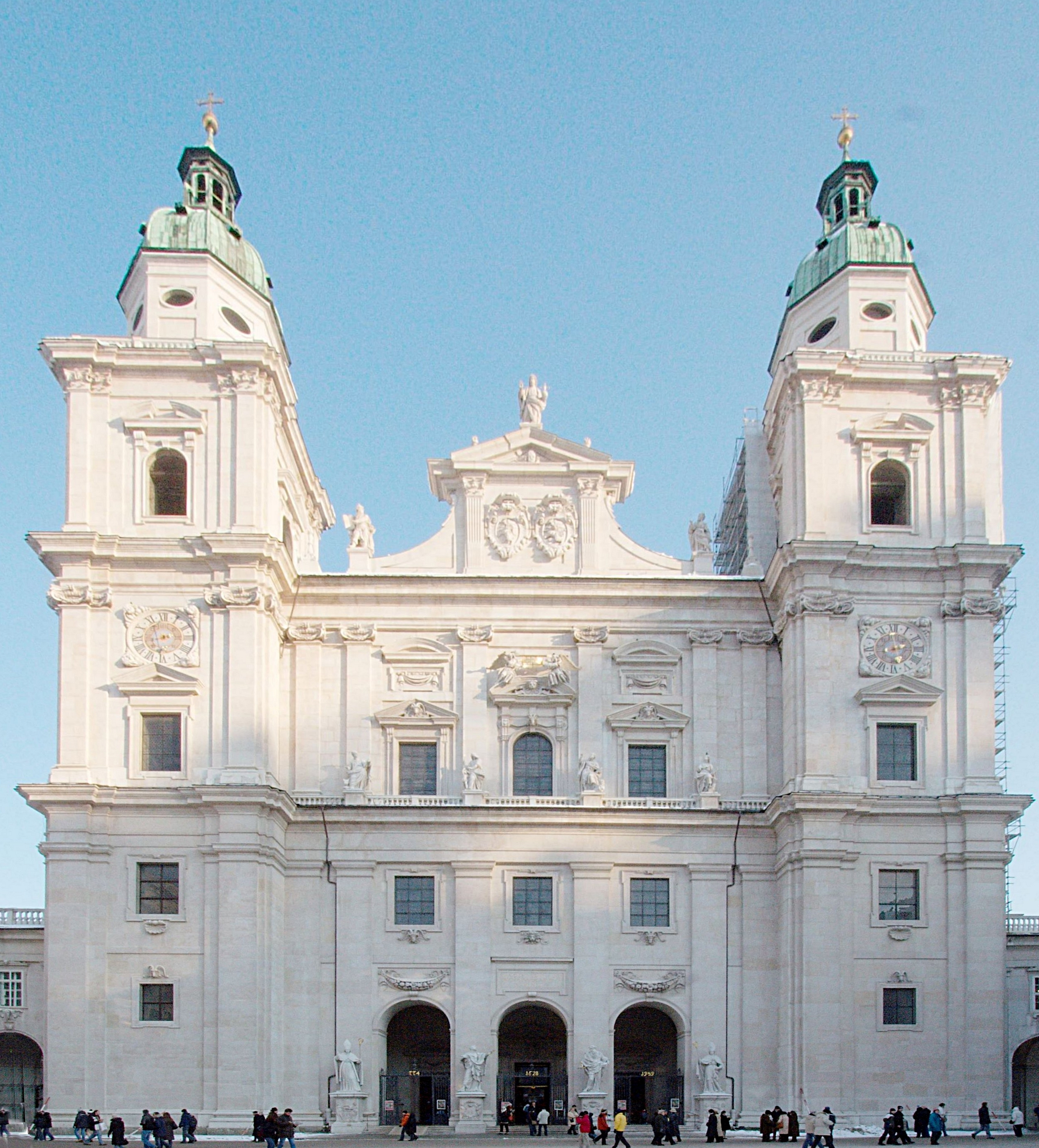
Hauptfassade des Salzburger Doms aus ausgesucht hellem Untersberger Marmor (Restauriert 1998)

Untersberger Marmor wurde bereits in der Römerzeit abgebaut. Im Veitlbruch, der seit 1919 nicht mehr betrieben wird, fand man in einer Abraumhalde steinerne Bruchstücke der Römer, die im Untersbergmuseum in Fürstenbrunn ausgestellt sind. Bis 1703 wurde der Steinbruch vom Erzbischöflichen Hofbauamt betrieben. Die Bischöfe und Adeligen, wie die von Baron Friedrich von Löwenstern, waren im Besitz der Steinbrüche, bevor die Marmorindustrie Kiefer AG (seinerzeit Kiefersfelden in Bayern, heute in Oberalm) sie kaufte. Im Jahre 1887 erwarb die Kiefer AG von Freiherr von Löwenstern die Steinbrüche des Untersberges und das Hauptwerk in Oberalm mitsamt den Adneter Marmorbrüchen. Die Steinbrüche, die erworben wurden, waren der Hofbruch, Neu-, Mittel- und Veitlbruch.

Heute wird Untersberger Marmor nur noch in zwei Steinbrüchen abgebaut, im großen Kieferbruch ⊙
und dem kleineren Mayr-Melnhof-Bruch ⊙ oberhalb.

## Entstehung und Handelssorten
Das Gestein ist in der Oberen Kreide als Teil der Gosau-Gruppe entstanden. Kalksteine sind Sedimentgesteine (Ablagerungsgesteine). In diesem Kalkstein sind Bruchstücke von abgestorbenen Schnecken, Muscheln usw. aus Kalk abgelagert. Unzertrümmerte Versteinerungen sind verhältnismäßig selten und spielen im Erscheinungsbild des Gesteins keine Rolle  (Hippuriten, Muschel- und Korallendurchschnitte).
Alle Arten des Untersberger Marmors sind nach Alois Kieslinger Konglomerate (z. T. Breccien), bestehend aus den Kalkgeröllen von Trias, Jura und Unterkreide-Gesteinen, sowie aus Bruchstücke von Schalen von Gosau-Versteinerungen. Nur die ganz dickschaligen  Hippuriten auf der einen Seite und die kleinen Schälchen der  Foraminiferen auf der anderen sind der Zertrümmerung entgangen.
Die sehr dichten Natursteine sind zusammengesetzt aus fein- bis vereinzelt grobkörnigen Kalkbruchstücken und -geröllen, die durch Calcit verkittet sind, es ist daher genaugenommen von einem Konglomerat zu sprechen.
Die Natursteinsorten im Untersberg variieren farblich von hell beige (mit roten Tupfen) bis rosa und rötlich, selten gelb. Handelsüblich ist der lichtgelbe Untersberger Hell, der Forellenstein wegen der roten Pünktchen auch Forellenmarmor genannt, der rötlich geäderte Untersberger Rosa sowie der Untersberger Gelb.
Die Dichtigkeit und Festigkeit machen diesen Naturstein verwitterungsfest. Das Bindemittel besteht aus sehr reinem klaren Kalkspat, der zunächst als Pelz die einzelnen Körnchen umrindet, dann aber in größeren Kristallen die Zwischenräume zwischen den Körnern auffüllt. In dieser überaus vollkommenen Kombination sieht Alois Kieslinger die Ursache für die hohe Wetterbeständigkeit des Gesteins. Die Eindringungstiefe von Wasser beträgt nur einige Zehntelmillimeter. Er kann poliert werden. Er ist sehr gut für Steinbildhauerarbeiten geeignet, da er filigrane Ausarbeitungen ermöglicht. Untersberger Marmor war in der figürlichen Steinbildhauerei im 16. Jahrhundert in Mitteleuropa weit verbreitet.

## Gewinnung
Bis um 1900 wurden Steine in traditioneller Keiltechnik mit Steinspaltwerkzeugen gewonnen, danach kamen Drahtseilsägen mit Spiraldraht zum Einsatz. Heute verwendet man zur Gewinnung der Kalksteine vorwiegend Diamant-Seilsägen und Kettenschrämmaschinen. Der Untersberger Marmor wird seit kurzem unterirdisch abgebaut. Der unterirdische Abbau hat in Italien beim Abbau des Carrara-Marmors eine jahrzehntelange Tradition. In Österreich bietet der Einsatz dieser Technik vor allem den Vorteil, dass der teilweise über 10 Meter hohe Abraum nicht kostenintensiv weggeräumt werden muss, ferner entsteht keine Beeinträchtigung des Landschaftsbildes und der entstehende Lärm dringt von unter Tage kaum nach draußen.

## Verwendung

Sarkophag des Reichskanzlers Otto von Bismarck aus Untersberger Marmor

Zahlreiche Skulpturen wurden aus Untersberger Marmor geformt. Zahlreiche Steinbildhauer und Architekten verwendeten diesen Naturstein vor allem im 17. Jahrhundert, wie Johann Bernhard Fischer von Erlach und dessen Sohn Joseph Emanuel, Georg Raphael Donner und später Fritz Schaper, Edmund Hellmer, Joseph Uphues, Otto March, Wolfgang Wallner, und andere mehr. In der Gründerzeit wurde dieser Kalkstein für Baufassaden, Brunnen, Statuen, Treppenhäuser und Grabmale besonders in Österreich-Ungarn und Deutschland verwendet.
- Salzburger Dom Hauptfassade, erbaut 1614–1655
- Dreifaltigkeitssäule (Pestsäule) in Wien, erbaut 1679–1693 (Hofbruch-Marmor)
- Mirabellgarten in Salzburg, zahlreiche figürliche Darstellungen und Balustraden
- Marmorschlössl in Bad Ischl
- Engelsstiege im Schloss Mirabell in der Stadt Salzburg von Georg Raphael Donner
- Münster St. Zeno in Bad Reichenhall
- Triftanlagen in Bad Reichenhall, insbesondere für Ufermauern und das Triftwehr in der Saalach
- Grabenbach in Bad Reichenhall, für die Auskleidung des unterirdischen Kanals
- Sarkophag vom Reichskanzler und Fürst Otto von Bismarck aus Untersberger Hofbruch-Marmor
- Vorhalle des Justizpalasts in München mit Untersberger Marmorarbeiten (Hof- und Neubruch)
- in der Walhalla bei Regensburg
- überlebensgroße Büste des Bundespräsidenten Theodor Heuß von Hermann Brachert in der Landesvertretung von Baden-Württemberg in Bonn

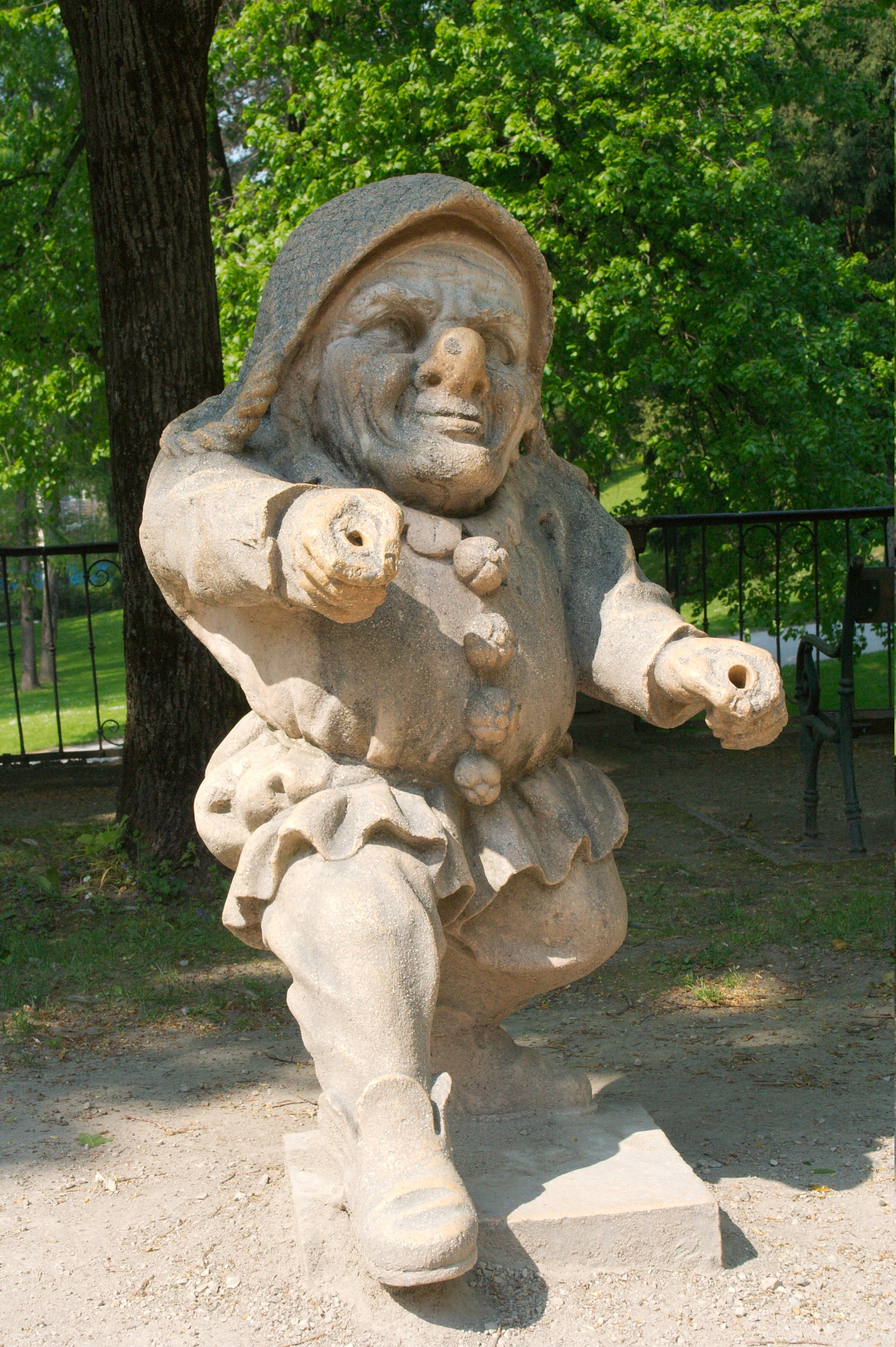
Skulptur aus dem Zwergelgarten im Mirabellgarten in Salzburg
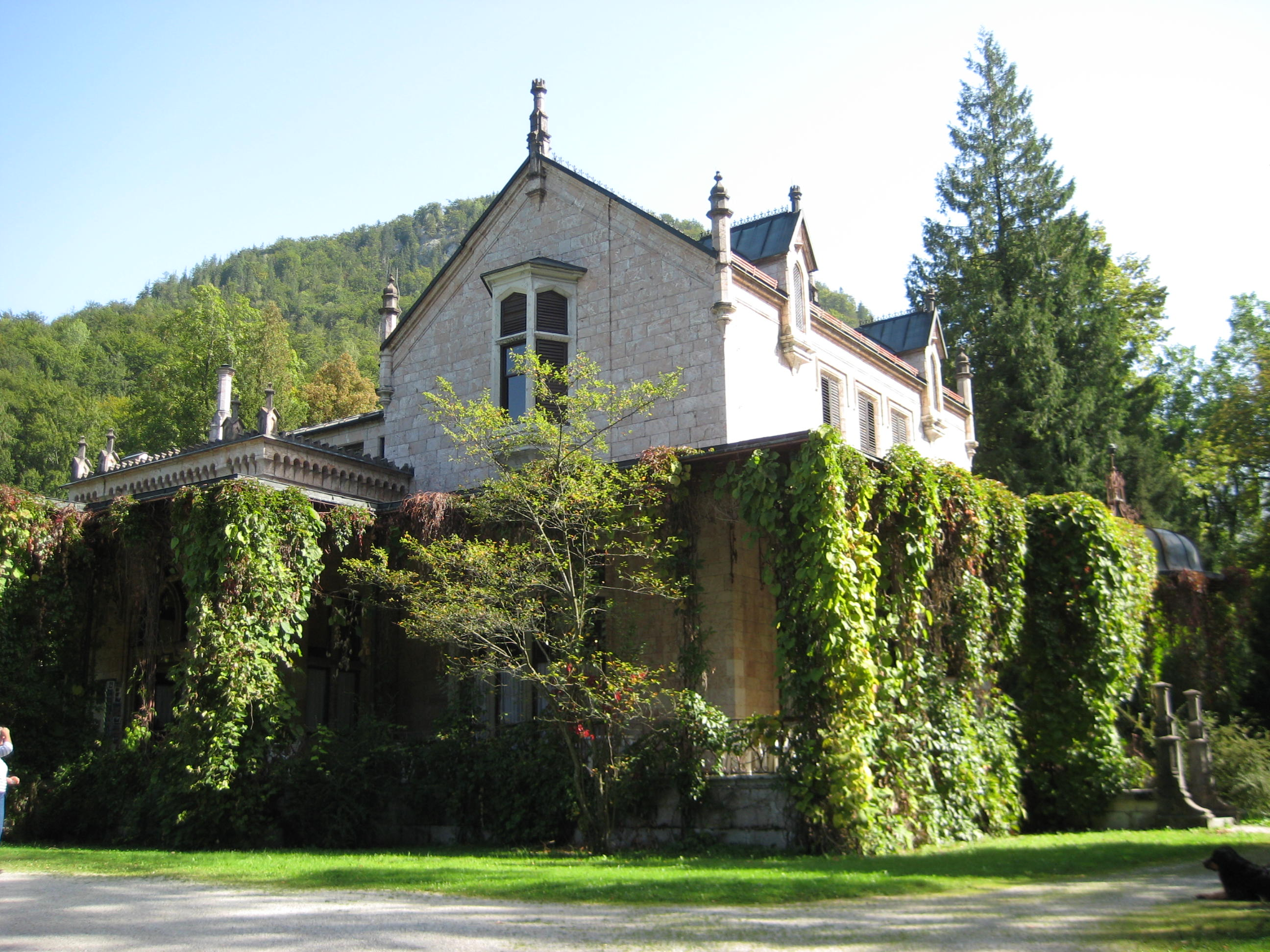
Das Marmorschlössl in Bad Ischl
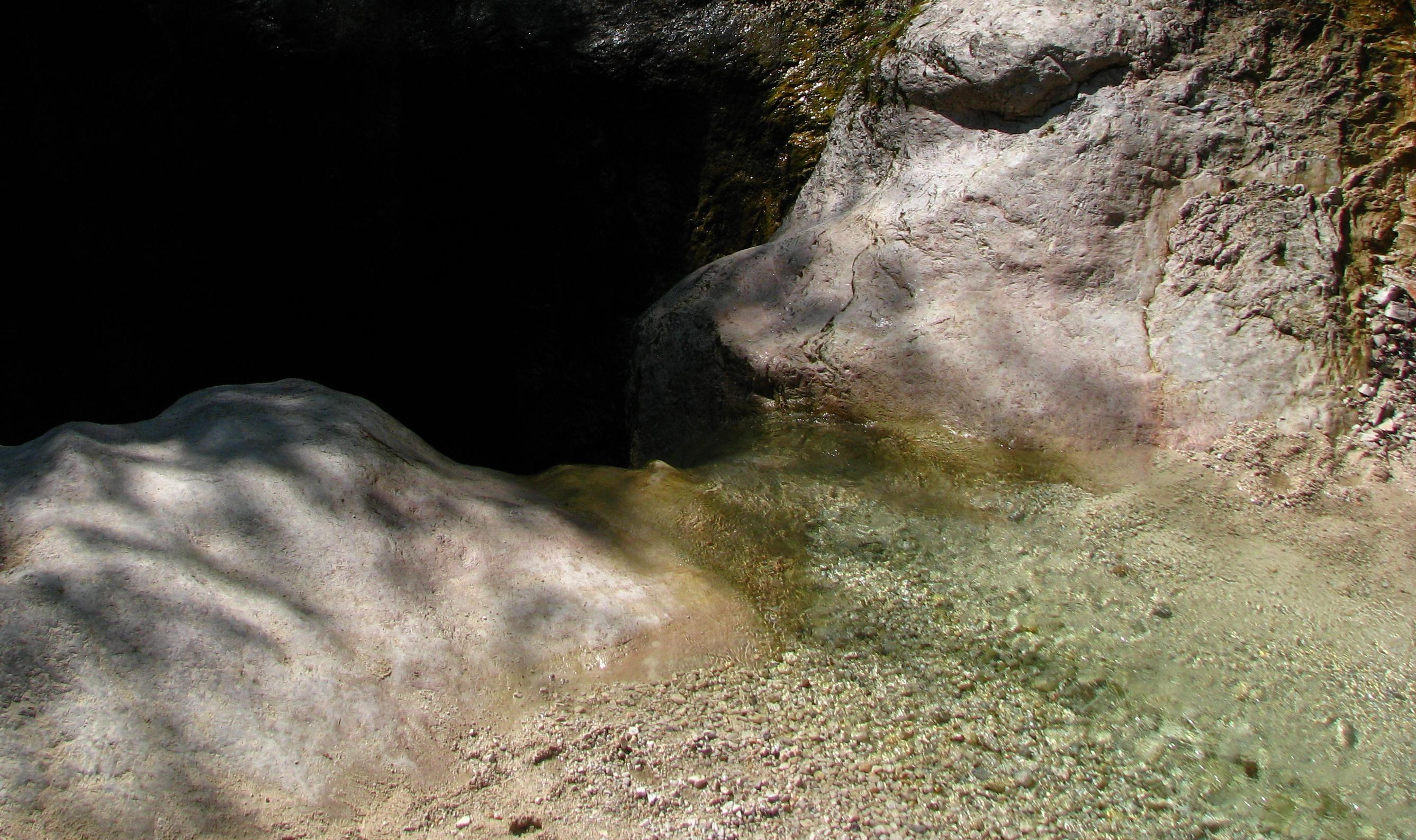
Aufschluss des Untersberger Marmor in der Almbachklamm

## Untersbergmuseum mit Kugelmühle
1989 wurde in Fürstenbrunn/Grödig, ein kleines Museum des Marmorbergbaus, im historischen Kieferbruch, unterhalb der aktuellen Abbaue, am Rande des Ortes Fürstenbrunn, eingerichtet. Dort ist auch eine Kugelmühle in Betrieb, die aus dem reizvollen Gestein kleine Steinkugeln produziert. Ursprünglich wurden diese Mühlen im Raum Salzburg zur Produktion von Kanonenkugeln für die erzbischöfliche Festung Hohensalzburg eingesetzt. Heute befinden sich Beispiele dieser historischen Munition in dem Museum. Als keine Steingeschoße mehr benötigt wurden, wurde auf die Herstellung von Zierrat umgestellt.

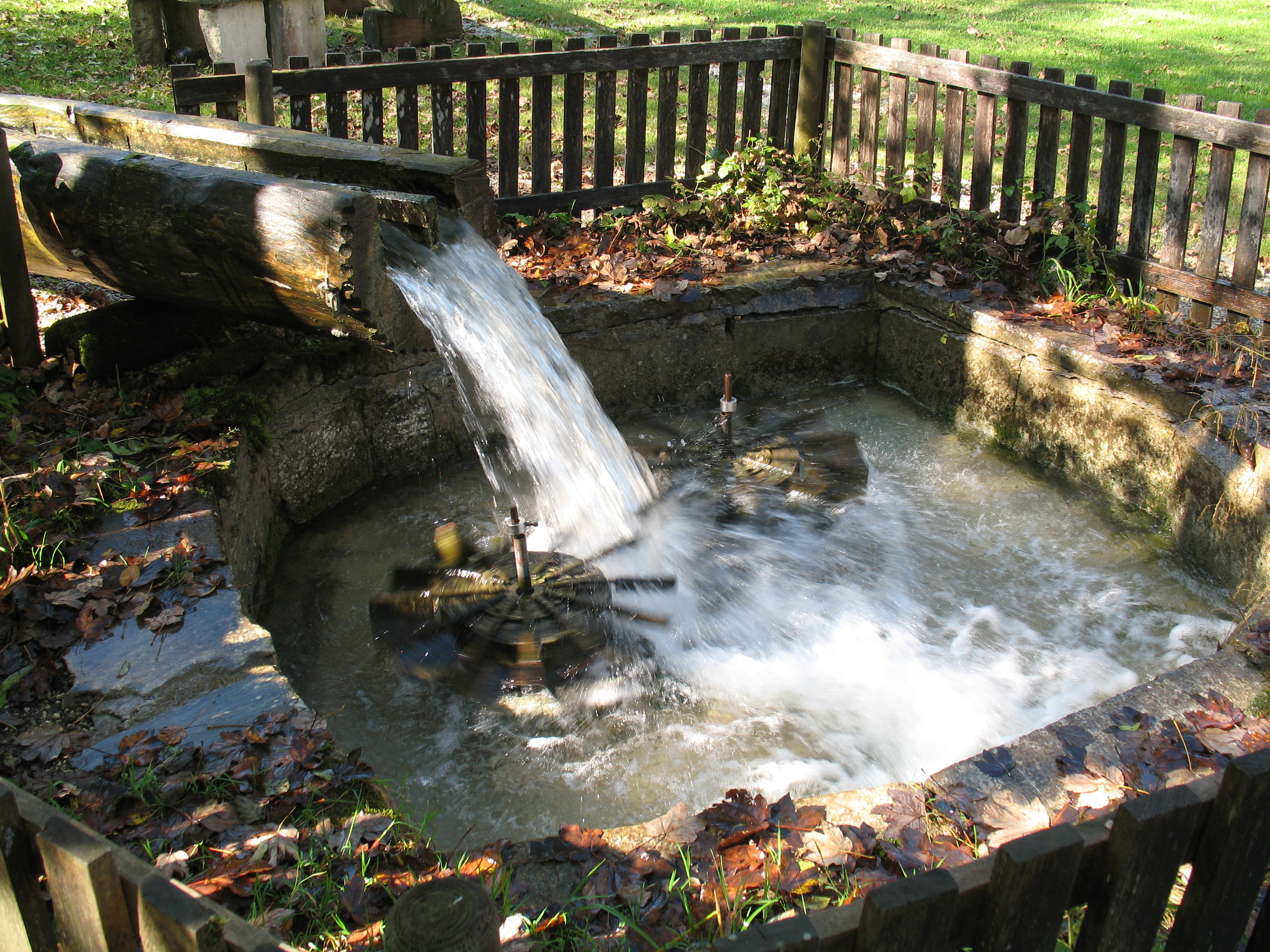
Kugelmühle im Untersbergmuseum, betrieben mit dem Wasser der Glan
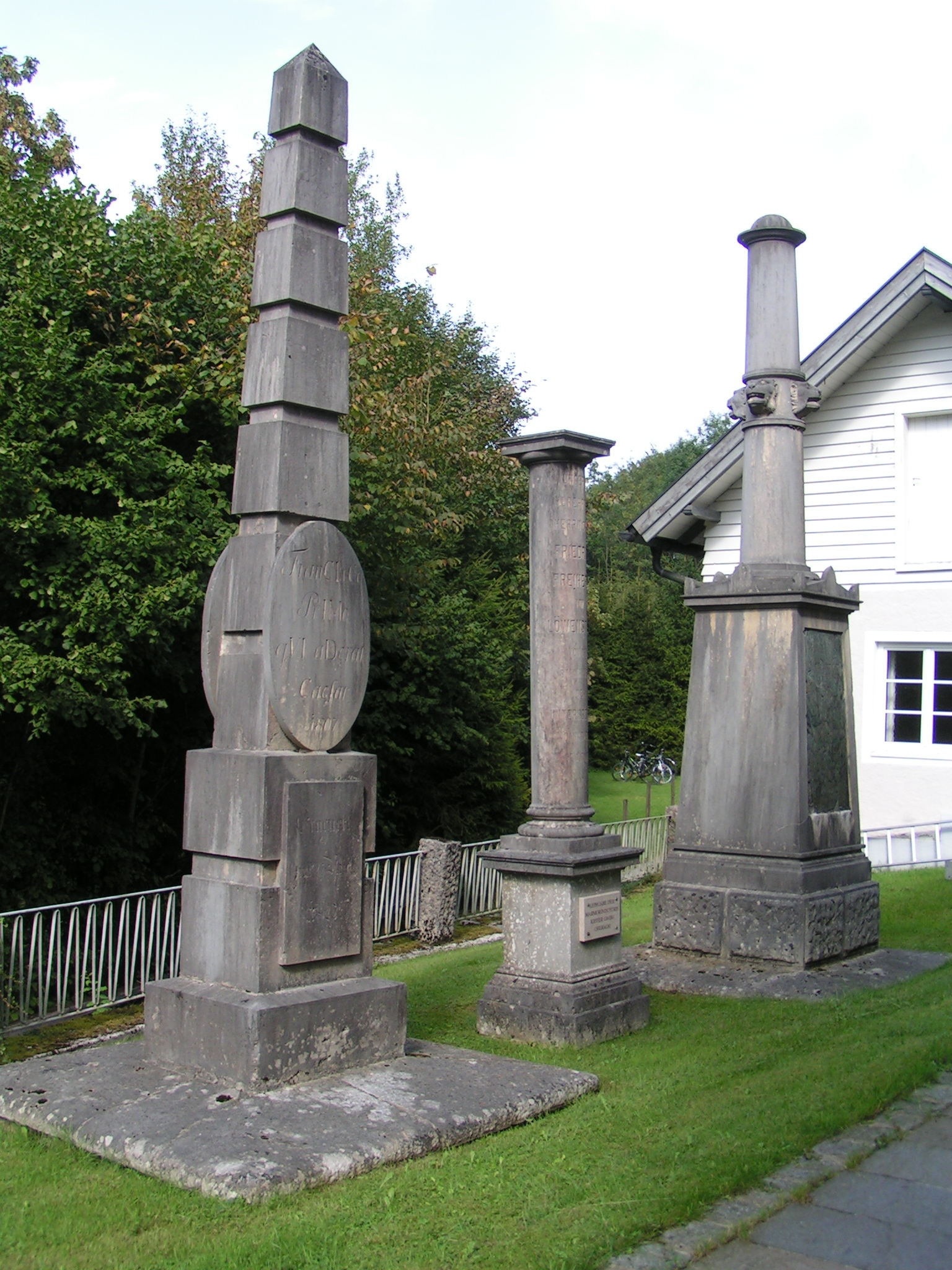
Gedächtnissäulen, denkmalgeschützt